# Gold Apollo
Gold Apollo Co., Ltd. es un fabricante taiwanés de sistemas buscapersonas (mensáfonos).

## Descripción general
Fundada por Hsu Ching-kuang en octubre de 1995, Gold Apollo fabrica buscapersonas POCSAG / FLEX. Inicialmente, la empresa sólo fabricaba buscapersonas numéricos y se centraba en el mercado nacional. Sin embargo, en 1999, cuando Chunghwa Telecom de Taiwán anunció que ya no emitiría números de buscapersonas, el mercado de buscapersonas colapsó de la noche a la mañana. En respuesta, Gold Apollo comenzó a buscar activamente exportar sus productos al extranjero. En 2011, Gold Apollo se convirtió en uno de los pocos expertos mundiales en buscapersonas, situándose como la mayor empresa de buscapersonas del mercado norteamericano y la segunda más grande de Europa.

## Distribución del mercado
- Asia Pacífico : Australia, Bengala, India, Indonesia, Singapur, Taiwán
- Oriente Medio : Irán, Israel, Jordania, Líbano, Arabia Saudita, Emiratos Árabes Unidos
- América del Norte : Estados Unidos
- Europa : Austria, Bélgica, Chipre, República Checa, Dinamarca, Finlandia, Francia, Alemania, Países Bajos, Italia, Lituania, Noruega, Polonia, Portugal, Rumania, Rusia, Eslovenia, España, Suecia, Suiza, Turquía, Reino Unido, Ucrania
- D/A/CH: Alemania, Suiza, Austria... Distribuidor HMK Telekommunikation GmbH

## Manipulación y explosiones
En 2024, un tercero manipuló un envío de buscapersonas al grupo islamista político y militar libanés Hezbollah, añadiéndoles explosivos y un mecanismo detonador. Según funcionarios estadounidenses informados sobre la operación, consultados de forma anónima, Israel pudo ser el responsable de manipular los dispositivos.
El 17 de septiembre de 2024, unos 5.000 buscapersonas Gold Apollo AR924 explotaron simultáneamente en el Líbano y otros lugares de Siria, alrededor de las 15.30 hora local. Los buscapersonas emitieron un pitido, luego hicieron una pausa y luego detonaron, dando tiempo a las víctimas a acercar el buscapersonas a sus caras para leer el mensaje esperado. Veinte personas murieron y unas 2.800 resultaron heridas, dos tercios de las cuales necesitaron cirugía en la cara, los ojos o las manos, y muchas tuvieron que sufrir amputaciones. Las lesiones se produjeron predominantemente en la cara y las manos (cuando se estaba leyendo el mensaje) o en la cadera (donde se suelen llevar los buscapersonas). Las explosiones parecían ser un ataque coordinado contra Hezbolá.

## Investigaciones
El fundador de Gold Apollo, Hsu Ching-kuang, dijo a los periodistas que la compañía no fabricó los buscapersonas en cuestión, que fueron fabricados por BAC Consulting KFT, una compañía con sede en Budapest, Hungría, bajo un acuerdo de licencia que había estado vigente durante tres años. BAC Consulting KFT ha cooperado con Gold Apollo y representa muchos de sus productos.
Una investigación preliminar del Ministerio de Asuntos Económicos de Taiwán indica que entre 2022 y agosto de 2024, Gold Apollo exportó aproximadamente 260.000 buscapersonas desde Taiwán. Entre enero y agosto de 2024 se enviaron 40.929 unidades, principalmente a Europa y Estados Unidos. No se han registrado incidentes de explosiones similares a los reportados en los medios de comunicación relacionados con este lote de dispositivos, y no hay registros de exportaciones directas al Líbano. La Fiscalía del Distrito de Shilin ha iniciado una investigación para esclarecer a fondo los hechos del caso.
La directora general de BAC Consulting, Cristiana Bársony-Arcidiacono, confirmó la colaboración de la empresa con Gold Apollo y afirmó que no fabrican buscapersonas, sino que solo sirven como intermediarios, sin revelar detalles sobre el fabricante contratado.
El 19 de septiembre, bajo la dirección de los fiscales, la Oficina de Investigación del Ministerio de Justicia citó al fundador de la empresa, Hsu Ching-kuang, para interrogarlo. Según los registros de envío confiscados y el contrato entre Gold Apollo y BAC, BAC había comprado varios lotes de buscapersonas de Gold Apollo tres años antes. Dos años antes, BAC había solicitado permiso para fabricar los buscapersonas y utilizar la marca registrada de Gold Apollo, pagándole a Gold Apollo 15 dólares estadounidenses por cada unidad vendida.